# Rio Fântânele (Sebeş)
O Rio Fântânele é um rio da Romênia, afluente do Sebeş, localizado no distrito de Braşov.